# No-cognitivisme teològic
L'argument del no-cognitivisme teològic es basa en el fet que el llenguatge religiós, i concretament paraules com "Déu", no tenen significat cognoscible. Alguns pensadors ho proposen com una manera de demostrar la inexistència d'una cosa anomenada "Déu". I unes vegades és considerat com a sinònim d'ignosticisme.

## Descripció general
El no-cognitivisme teològic es pot argumentar de diferents maneres, depenent del significat d'una teoria. Michael Martin la descriu des d'una perspectiva verificacionista i arriba a la conclusió que el llenguatge religiós no té sentit perquè no és verificable.
George H. Smith utilitza un enfocament basat en atributs, en un intent per provar que no hi ha concepte de la paraula "Déu" ell sosté que no hi ha atributs significatius, només definits negativament o atributs de relació fent que el terme no tingui sentit. La posició de Smith és que el no-cognitivisme ens porta a la conclusió que "res anomenat Déu existeix", demostrant l'ateisme fort.